# Estación de Calzada de Asturias
Calzada de Asturias (La Calzada según la nomenclatura de Renfe) es un apeadero ferroviario situado en el barrio de La Calzada en la ciudad española de Gijón, en el Principado de Asturias. Cuenta con servicios de Media Distancia. Forma parte también de la línea C-1 de Cercanías Asturias. 

## Situación ferroviaria
La estación se encuentra en el punto kilométrico 168,759 de la línea férrea de ancho ibérico que une Venta de Baños con Gijón a 13 metros de altitud. El tramo es de vía doble y está electrificado.

## La estación
En 1874, cuando se inauguró el tramo Pola de Lena-Gijón de la línea que pretendía unir León con Gijón por parte de la Compañía de los Ferrocarriles de Asturias, Galicia y León, no existía ninguna parada en la zona. En 1994 se construye la estación junto al Centro Comercial de La Calzada. El recinto dispone de dos andenes laterales a los que acceden dos vías. Por debajo de la estación discurre un paso subterráneo entre La Calzada y Tremañes.

## Servicios ferroviarios

### Media Distancia
Los servicios de Media Distancia de Renfe que tienen parada en la estación enlazan las ciudades de Valladolid, León, Oviedo y Gijón. La frecuencia es de 2 trenes diarios por sentido de lunes a viernes, mientras que los fines de semana solo circula un tren por sentido
| Línea MD | Servicio | Origen/Destino          | Paradas intermedias | Destino/Origen |
| -------- | -------- | ----------------------- | --- | -------------- |
| 24       | Regional | León                    | La Robla · La Pola de Gordón · Santa Lucía · Villamanín · Busdongo · Linares-Congostinas · Puente de los Fierros · Campomanes · Pola de Lena · Ujo · Mieres-Puente · Llamaquique · Oviedo · Calzada de Asturias | Gijón          |
| 24       | Regional | Valladolid-Campo Grande | Valladolid-Universidad · Cabezón de Pisuerga · Corcos-Aguilarejo · Cubillas de Santa Marta · Dueñas · Venta de Baños · Palencia · Grijota · Becerril · Paredes de Nava · Villada · Grajal · Sahagún · El Burgo Ranero · Palanquinos · León · La Robla · La Pola de Gordón · Santa Lucía · Villamanín · Busdongo · Linares-Congostinas · Puente de los Fierros · Campomanes · Pola de Lena · Ujo · Mieres-Puente · Llamaquique · Oviedo · Calzada de Asturias | Gijón          |

### Cercanías
Forma parte de la línea C-1 de Cercanías Asturias. La unen con Gijón y Oviedo trenes cada 30 minutos los días laborables, mientras que los sábados, domingos y festivos la frecuencia se reduce a una hora. Hacia Puente de los Fierros solo continúan una decena de trenes que se reducen a seis los fines de semana porque el resto de trenes finalizan su trayecto en esta estación.
La duración del viaje es de algo más de 20 minutos a Oviedo y de apenas de 4 minutos hasta Gijón en el mejor de los casos. Tiene parada de trenes CIVIS.[cita requerida]
| procedencia/destino | < estación | Línea | estación > | destino/procedencia               |
| ------------------- | ---------- | ----- | ---------- | --------------------------------- |
| Gijón               | Gijón      |       | Veriña     | Pola de LenaPuente de los Fierros |